# جمال عفينة (فلم)
جمال عفينة هو فيلم كوميدي مغربي من إخراج ياسين ماركو ماروكو سنة 2018، وبطولة كل من عزيز داداس، محمد الزواوي، صونيا عكاشة، كمال كاظمي، وآخرون.

## القصة
تدور أحداث الفيلم، في عالم يعاني من الاضطرابات جراء ندرة المياه، حيث يُقدّم «شيرمان» (عزيز داداس) برنامجه الشهير «الصباح القاتم» الذي يلقى متابعة شعبية كبيرة، خصوصا أنه يستضيف مسؤولين كبارا ويستفز المستمعين، ويصفهم بالفاشلين والسلبيين.
لا يتوانى «تشير مان» كل صباح في تذكير المستمعين بقرب نهاية العالم، لذلك سيختار واحدا من الكادحين لاستضافته في برنامجه الشهير، حيث سيقع اختياره على «جمال عفينة»، الشخصية الرئيسية في الفيلم التي يجسدها محمد الزواوي، ليسرد قصته على المستمعين مباشرة على الهواء.
تبدأ رحلة «جمال عفينة» من عالم تسوده الفوضى، حيث يجد نفسه وحيدا في قرية هجرها أهلها ليقرر الذهاب إلى المدينة لكسب قوت يومه، وهناك سيلتقي بـ«نورا» (صونيا عكاشة) حب حياته.
يحصل «جمال عفينة» على فرصة الهجرة إلى أمريكا، معتقدا أن أحلامه سترى النور في بلاد العم سام، حيث يمتهن الفن ويعمل في المسرح والموسيقى، لكنه يتعرض لمضايقات كثيرة، بسبب نظرة الأمريكيين للعرب كإرهابيين ومجرمين.
أمام هذا الوضع سيجد «عفينة» نفسه هائما في عالم شارف على النهاية، عالم تعمه الفوضى والحروب والصراعات، لينتهي به المطاف بالرحيل إلى عالم آخر أشار إليه مخرج الفيلم بالموت.

## جوائز وتشريفات
شارك الفيلم في الدورة التاسعة لمهرجان الفيلم العربي بعمان، والدورة الـ20 للمهرجان الوطني للفيلم، حيث حصد 4 جوائز ويتعلق الأمر بجائزة العمل الأول، وجائزة السيناريو لياسين ماركو ماروكو ومهدي الخودي وعايدة زغاري، وجائزة التصوير من خلال مدير التصوير لوكا كواسين، وجائزة الموسيقى التصويرية للموسيقي ريشارد هوروويتز، كما شارك في مهرجان الفيلم العربي بالدارالبيضاء، حيث توج بجائزة لجنة التحكيم الخاصة. 

## روابط خارجية
- مقالات تستعمل روابط فنية بلا صلة مع ويكي بيانات
- جمال عفينة على موقع المركز السينمائي المغربي
- فيلم «جمال عفينة» يعرض بالقاعات السينمائية المغربية